# XXe congrès du Parti communiste français
Le XXe congrès du PCF s'est tenu à Saint-Ouen, du 13 au 17 décembre 1972.

## Membres de la direction

### Président d'honneur
- Waldeck Rochet

### Bureau politique
- Titulaires : Gustave Ansart, Guy Besse, Jacques Duclos, Étienne Fajon, Benoît Frachon, Georges Frischmann, Paul Laurent, Roland Leroy, Henri Krasucki, Georges Marchais, René Piquet, Gaston Plissonnier, Georges Séguy, André Vieuguet, Claude Poperen, Madeleine Vincent
- Suppléants : Mireille Bertrand, Jean Colpin, Guy Hermier

### Secrétariat du Comité central
- Georges Marchais (secrétaire général du Parti), Étienne Fajon, Roland Leroy, René Piquet, Gaston Plissonnier, André Vieuguet